# سس کره‌ای سفید

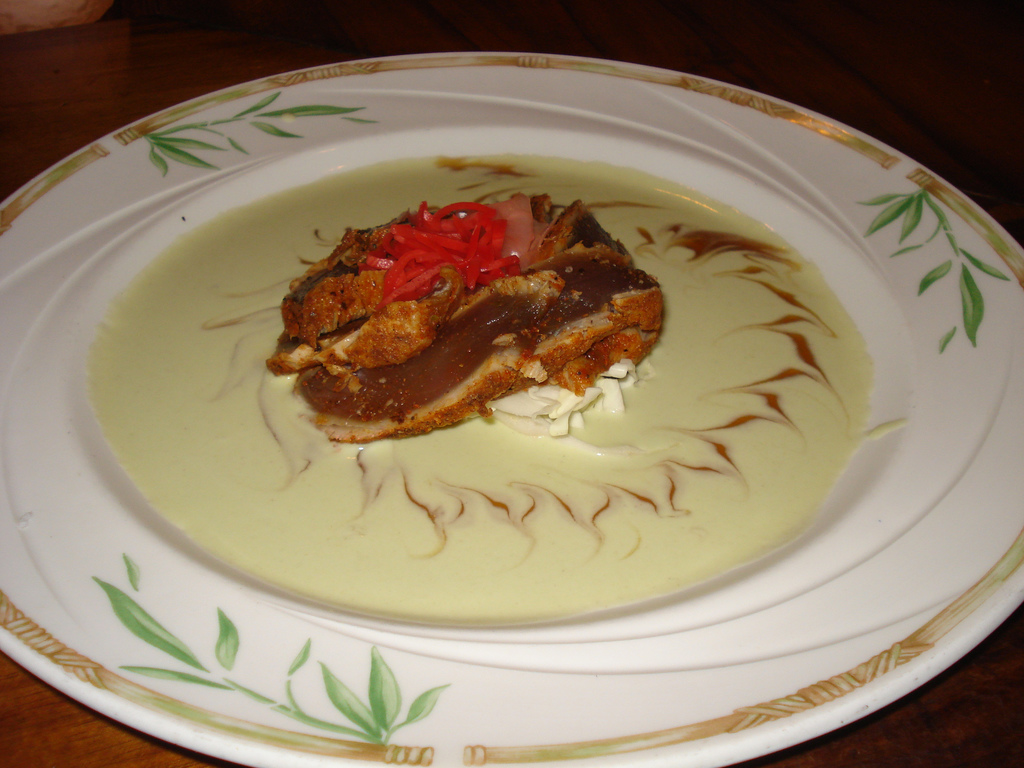
سس کره‌ای سفید

سس کره‌ای سفید یا سس بور بلان (اشتباهاً در فارسی بیور بلنک هم نوشته‌اند) نوعی سس کره‌ای تیز است که از سرکه و موسیر تهیه می‌شود. به این سس کره هم اضافه می‌کنند. در تهیه این سس گاهی به جای سرکه از آبلیمو استفاده می‌شود. 
روش ابداع این سس جالب است. یک سرآشپز فرانسوی که مشغول تهیه سس برنیز برای ریختن روی خوراک ماهی بود، فراموش کرد که داخل سس تخم مرغ و ترخون بریزد و به جای سس برنیز، سس کره‌ای سفید ابداع شد. 
بور در فرانسوی یعنی کره و بلان یعنی سفید.
مطلب از دانشنامهٔ رشد